# 三水青年站
三水青年站（韓語：삼수청년역）是朝鮮民主主義人民共和國两江道三水郡的一個鐵路車站，属于北部内陆线。

## 历史
- 1987年11月27日，落成使用。

## 邻近车站
北部内陆线
上台站 - 三水青年站 - 沼坪站